# Карага (річка)
Карага — річка на північному сході півострова Камчатка.
Довжина річки — 109 км. Протікає по території  Карагінського району  Камчатського краю. Впадає в Карагінську затоку, від якої дельта річки частково відокремлена косою Перша Кішка.
Назва в перекладі з  корякської мови. Коранинин — «оленяче місце».

## Дані водного реєстру
За даними  державного водного реєстру Росії відноситься до  Анадир-Колимського басейнового округу.